# N817 (België)
De N817 is een gewestweg in de Belgische provincie Luxemburg in de stad Aarlen. De route verbindt de N850 met de N81. De route heeft een lengte van ongeveer 2 kilometer en bestaat uit twee rijstroken voor beide rijrichtingen samen.